# Glaciar de Bossons
El glaciar de Bossons (del francés: glacier des Bossons) es uno de los principales glaciares del macizo del Mont Blanc, en el departamento de Alta Saboya, en Francia. Es la cascada de hielo más grande de Europa que desciende desde la cima del Mont Blanc hasta el valle de Chamonix-Mont-Blanc.

## Situación
Nace en la vertiente francesa de la cumbre del Mont Blanc (4.810 m)), y baja entre las rocas Rouges (4.364 m) y el Dôme du Goûter (4.304 m). En su parte más alta, su cuenca de alimentación casi coincide con la del vecino glaciar de Taconnaz, pero estos glaciares se separan a ambos lados de una cresta definida por las cimas del Dôme du Goûter, el pico Wilson y los Grands Mulets.
Se extiende hasta el valle de Chamonix-Mont-Blanc, dominando el pueblo de Bossons que le da su nombre. Su lengua terminal está en retroceso actualmente, pero llegó hasta alrededor de 1.200 m de altitud en los años ochenta. Desde que terminó el periodo de crecida de los años 1960-1970, está retrocediendo más de 20 m por año dejando al descubierto terrenos poco estables sin vegetación, cuyos derrumbamientos y deslizamientos amenazan las viviendas más cercanas. Servía de escuela de hielo para la compañía de guías de Chamonix.
Hasta finales del siglo XIX, el glaciar descendía hacia el valle, donde amenazaba con cortar la carretera. Retrocedió 1.200 metros en relación con las extensiones observadas a principios del siglo XX.

## Características
El glaciar de Bossons es alimentado no solo por el permafrost del Mont Blanc, sino que recibe igualmente el hielo de las caras norte y oeste de las cumbres del mont Blanc du Tacul y del mont Maudit. Tiene una pendiente media de 50 %, pudiendo en su recorrido alto alcanzar 75 %. Esta fuerte pendiente aliada a los desniveles bruscos del terreno en el que se asienta el glaciar le dan un relieve muy accidentado, con profundas crevasses y frecuentes derrumbamientos de seracs.

## Catástrofes aéreas
La catástrofe del Malabar Princess tuvo lugar aquí el 3 de noviembre de 1950. Un Lockheed Constellation de Air India se estrelló cerca de Rocher de la Tournette, a 4.677 m de altura, provocando 48 víctimas (nadie sobrevivió.)
Quince años más tarde, el 24 de enero de 1966, el Kanchenjunga, un Boeing 707 de la misma compañía Air India, con 117 personas a bordo, se estrelló casi en el mismo lugar, sin dejar supervivientes. Efectuaba un vuelo entre Bombay y Nueva York. Entre las víctimas estaba Homi Jehangir Bhabha uno de los padres del programa nuclear de la India.